# Широкая Речка (Чкаловский район)
Широкая Речка — посёлок в составе муниципального образования «город Екатеринбург» в Свердловской области, подчинён Чкаловскому району Екатеринбурга. Площадь поселка составляет 0,770 кв.км.

## География
Посёлок расположен в открытой местности к востоку от Срединного Уральского хребта Среднего Урала, находится в нескольких километрах к юго-западу от областного центра города Екатеринбурга и в 5 км на юго-запад от ближайшего крупного населённого пункта посёлка Горный Щит. Посёлок Широкая Речка располагается на обоих берегах реки Уктус, которая в черте посёлка образует небольшой пруд. Через посёлки Полеводство, Горный Щит и Широкая Речка проходит шоссе местного значения до села Верхнемакарово. Расстояние до ближайшей железнодорожной станции Сысерть (в посёлке Сысерть) — 12 км. Ближайшие населённые пункты — Горный Щит, Курганово.

## История
1 ноября 2010 года были назначены публичные слушанья по вопросу планировки территории посёлка в соответствии с генеральным планом города Екатеринбурга. 27 декабря 2010 года проект планировки территории был утверждён.
7 апреля 2015 годы новые улицы в районе индивидуальной жилой застройки, ранее не имевшие наименований, получили названия Колоритная, Дивная, Кружилинская, Перевальная, Пейзажная и Акварельная.

## Инфраструктура
В посёлке есть старое неработающее здание клуба, спортивная площадка, продуктовый магазин и несколько производственных фирм. Большинство жителей трудоустроены в Екатеринбурге и в соседних населённых пунктах, а также заняты сельским хозяйством. В центре посёлка есть небольшой памятник в честь погибших в Великой Отечественной войны. Добраться до посёлка можно на пригородном автобусе из Екатеринбурга и Горного Щита и такси либо личным автотранспортом.

## Население
| 1959 | 1970  | 1979  | 1989  | 2002  | 2009 | 2010 |
| ---- | ----- | ----- | ----- | ----- | ---- | ---- |
| 4844 | ↗5156 | ↘2282 | ↘1883 | ↘1150 | ↘409 | ↘328 |
| 2021 |       |       |       |       |      |      |
| ↗360 |       |       |       |       |      |      |

Преобладающая национальность (на 2002 год) — русские (81 %).